# Llista de topònims de Montesquiu
Llista de topònims (noms propis de lloc) del municipi de Montesquiu, a Osona
Informació actualitzada per un bot. Els canvis manuals es perdran quan s'actualitzi!

## carrer
| imatge | Nom                 | Ubicat a   | instància de        | Detalls | coordenades | Protecció | Commons (més fotos) | Dades a WD                    |
| ------ | ------------------- | ---------- | ------------------- | ------- | --- | --------- | ------------------- | ----------------------------- |
|        | Carrer Camí Ral     | Montesquiu | carrer              |         | 42° 06′ 34″ N, 2° 12′ 38″ E / 42.1095188°N,2.2105416°E ca:A la zona est del nucli urbà, paral·lel al riu Ter. Té orientació nord-sud.       |           |                     | Modifica les dades a Wikidata |
|        | Carrer Nou          | Montesquiu | carrer              |         | 42° 06′ 32″ N, 2° 12′ 36″ E / 42.1089765°N,2.2099921°E                                                                                      |           |                     | Modifica les dades a Wikidata |
|        | Travessera Església | Montesquiu | carrer conjunt urbà |         | 42° 06′ 32″ N, 2° 12′ 33″ E / 42.1089882°N,2.2092918°E ca:A la zona est del nucli urbà, entre el carrer de l’Església i el passeig del Ter. |           |                     | Modifica les dades a Wikidata |
|        | carrer de Sant Boi  | Montesquiu | carrer              |         | 42° 06′ 33″ N, 2° 12′ 30″ E / 42.1092803°N,2.2084355°E ca:A la zona central del poble, travessa el nucli urbà d’est a oest.                 |           |                     | Modifica les dades a Wikidata |

## casa
| imatge | Nom                 | Ubicat a   | instància de | Detalls                     | coordenades                                                                      | Protecció                                  | Commons (més fotos)            | Dades a WD                    |
| ------ | ------------------- | ---------- | ------------ | --------------------------- | -------------------------------------------------------------------------------- | ------------------------------------------ | ------------------------------ | ----------------------------- |
|        | Cal Moliner         | Montesquiu | casa         | 19th century                | 42° 06′ 40″ N, 2° 12′ 26″ E / 42.111237°N,2.2073131°E ca:Carretera de Ribes, 44. |                                            |                                | Modifica les dades a Wikidata |
|        | Casa C/Nou, 19      | Montesquiu | casa         | 18th century                | 42° 06′ 32″ N, 2° 12′ 36″ E / 42.1088144°N,2.210074°E ca:C/Nou, 19.              |                                            |                                | Modifica les dades a Wikidata |
|        | Casa C/Sant Boi, 38 | Montesquiu | casa         |                             | 42° 06′ 33″ N, 2° 12′ 28″ E / 42.1091717°N,2.2078108°E ca:C/Sant Boi, 38.        |                                            |                                | Modifica les dades a Wikidata |
|        | la Ferreria Vella   | Montesquiu | casa         | Estil: arquitectura popular | 42° 06′ 36″ N, 2° 12′ 36″ E / 42.10991°N,2.2101°E ca:Camí Ral, 4                 | bé integrant del patrimoni cultural català | La Ferreria Vella (Montesquiu) | Modifica les dades a Wikidata |

## conjunt d'edificis
| imatge | Nom      | Ubicat a   | instància de       | Detalls      | coordenades                                            | Protecció | Commons (més fotos) | Dades a WD                    |
| ------ | -------- | ---------- | ------------------ | ------------ | ------------------------------------------------------ | --------- | ------------------- | ----------------------------- |
|        | Conangle | Montesquiu | conjunt d'edificis | 20th century | 42° 07′ 49″ N, 2° 12′ 12″ E / 42.1303658°N,2.2032966°E |           |                     | Modifica les dades a Wikidata |
|        | El Solei | Montesquiu | conjunt d'edificis | 20th century | 42° 07′ 40″ N, 2° 12′ 17″ E / 42.1277264°N,2.2045934°E |           |                     | Modifica les dades a Wikidata |

## edifici
| imatge | Nom                              | Ubicat a   | instància de | Detalls      | coordenades | Protecció | Commons (més fotos) | Dades a WD                    |
| ------ | -------------------------------- | ---------- | ------------ | ------------ | --- | --------- | ------------------- | ----------------------------- |
|        | Carbur de Baix                   | Montesquiu | edifici      |              | 42° 06′ 47″ N, 2° 12′ 32″ E / 42.1131691°N,2.2089405°E                                                                   |           |                     | Modifica les dades a Wikidata |
|        | Carbur de Dalt                   | Montesquiu | edifici      |              | 42° 07′ 22″ N, 2° 12′ 18″ E / 42.1226469°N,2.2051152°E ca:A la zona nord del terme municipal. Al marge dret del riu Ter. |           |                     | Modifica les dades a Wikidata |
|        | Cooperativa l'Amistat            | Montesquiu | edifici      | 20th century | 42° 06′ 30″ N, 2° 12′ 34″ E / 42.108303°N,2.2095574°E ca:Travessera de l'Església, 18.                                   |           |                     | Modifica les dades a Wikidata |
|        | Edifici C/Nou, 29                | Montesquiu | edifici      | 19th century | 42° 06′ 31″ N, 2° 12′ 36″ E / 42.1085117°N,2.2101123°E ca:C/Nou, 29.                                                     |           |                     | Modifica les dades a Wikidata |
|        | Edifici Camí Ral 10 i 12         | Montesquiu | edifici      | 18th century | 42° 06′ 35″ N, 2° 12′ 38″ E / 42.1096517°N,2.2104238°E ca:Carrer Camí Ral, 10 i 12                                       |           |                     | Modifica les dades a Wikidata |
|        | Edifici Carrer Sant Boi, 17 - 19 | Montesquiu | edifici      | 20th century | 42° 06′ 34″ N, 2° 12′ 33″ E / 42.1094979°N,2.2091839°E ca:Carrer Sant Boi, 17 - 19                                       |           |                     | Modifica les dades a Wikidata |
|        | Edifici Carrer Sant Boi, 31      | Montesquiu | edifici      | 20th century | 42° 06′ 33″ N, 2° 12′ 31″ E / 42.1092899°N,2.208598°E ca:Carrer Sant Boi, 31                                             |           |                     | Modifica les dades a Wikidata |
|        | Edifici Carretera de Ribes       | Montesquiu | edifici      |              | 42° 06′ 33″ N, 2° 12′ 30″ E / 42.1090323°N,2.2083572°E ca:Carretera de Ribes, 24                                         |           |                     | Modifica les dades a Wikidata |
|        | Edifici c. Nou 31                | Montesquiu | edifici      |              | 42° 06′ 30″ N, 2° 12′ 36″ E / 42.1084513°N,2.2100846°E ca:c. Nou 31                                                      |           |                     | Modifica les dades a Wikidata |
|        | Edifici c. Nou 37                | Montesquiu | edifici      |              | 42° 06′ 29″ N, 2° 12′ 36″ E / 42.1079488°N,2.2099502°E ca:c. Nou 37                                                      |           |                     | Modifica les dades a Wikidata |
|        | Edifici sobre el Rocal           | Montesquiu | edifici      | 20th century | 42° 06′ 34″ N, 2° 12′ 43″ E / 42.1094105°N,2.2120617°E ca:A l’extrem sud-est del municipi, al capdamunt del Rocal.       |           |                     | Modifica les dades a Wikidata |
|        | Escorxador municipal             | Montesquiu | edifici      | 20th century | 42° 06′ 34″ N, 2° 12′ 39″ E / 42.1093566°N,2.2107176°E ca:Carrer Camí Ral, 9                                             |           |                     | Modifica les dades a Wikidata |
|        | la Fàbrica Nova                  | Montesquiu | edifici      | 20th century | 42° 07′ 50″ N, 2° 12′ 20″ E / 42.1306167°N,2.2054943°E                                                                   |           |                     | Modifica les dades a Wikidata |
|        | les Escoles Velles               | Montesquiu | edifici      | 20th century | 42° 06′ 31″ N, 2° 12′ 35″ E / 42.1086821°N,2.2095908°E ca:Travessera de l'església, 11                                   |           |                     | Modifica les dades a Wikidata |

## entitat singular de població
| imatge | Nom               | Ubicat a   | instància de                                                                   | Detalls  | coordenades                                                       | Protecció | Commons (més fotos) | Dades a WD                    |
| ------ | ----------------- | ---------- | ------------------------------------------------------------------------------ | -------- | ----------------------------------------------------------------- | --------- | ------------------- | ----------------------------- |
|        | Montesquiu        | Montesquiu | entitat singular de població capital municipal ens local històric de Catalunya | 1090 hab | 42° 06′ 34″ N, 2° 12′ 34″ E / 42.10946646°N,2.20940132°E 574 msnm |           |                     | Modifica les dades a Wikidata |
|        | la Farga de Bebié | Montesquiu | entitat singular de població                                                   | 5 hab    | 42° 07′ 46″ N, 2° 12′ 12″ E / 42.12946317°N,2.20326005°E 604 msnm |           |                     | Modifica les dades a Wikidata |

## església
| imatge | Nom                                        | Ubicat a   | instància de | Detalls                                                                            | coordenades | Protecció                                  | Commons (més fotos)                        | Dades a WD                    |
| ------ | ------------------------------------------ | ---------- | ------------ | ---------------------------------------------------------------------------------- | --- | ------------------------------------------ | ------------------------------------------ | ----------------------------- |
|        | Edifici unifamiliar C/ de l'Església, 1    | Montesquiu | església     |                                                                                    | 42° 06′ 33″ N, 2° 12′ 33″ E / 42.1091722°N,2.209122°E ca:C/ de l'Església, 1 amb Travessera Església, 2                                  |                                            |                                            | Modifica les dades a Wikidata |
|        | Llinda Travessera de l'Església, 10        | Montesquiu | església     |                                                                                    | 42° 06′ 32″ N, 2° 12′ 34″ E / 42.1087646°N,2.2093686°E ca:Travessera de l'Església, 10.                                                  |                                            |                                            | Modifica les dades a Wikidata |
|        | Llinda Travessera de l'Església, 6         | Montesquiu | església     |                                                                                    | 42° 06′ 32″ N, 2° 12′ 33″ E / 42.108885°N,2.2093018°E ca:Travessera de l'Església, 6.                                                    |                                            |                                            | Modifica les dades a Wikidata |
|        | Mare de Déu del Carme de la Farga de Bebié | Montesquiu | església     | 20th century                                                                       | 42° 07′ 52″ N, 2° 12′ 14″ E / 42.1312090026468°N,2.20393276425556°E ca:A la zona nord del terme municipal, a la Farga de Bebié. 598 msnm |                                            | Mare de Déu del Carme de la Farga de Bebié | Modifica les dades a Wikidata |
|        | Santa Maria de Montesquiu                  | Montesquiu | església     | Estil: arquitectura gòtica arquitectura del Renaixement historicisme arquitectònic | 42° 06′ 33″ N, 2° 12′ 34″ E / 42.109174°N,2.209471°E ca:Travessera de l'Església, 3.                                                     | bé integrant del patrimoni cultural català | Santa Maria de Montesquiu                  | Modifica les dades a Wikidata |

## font
| imatge | Nom                                     | Ubicat a   | instància de | Detalls      | coordenades | Protecció | Commons (més fotos) | Dades a WD                    |
| ------ | --------------------------------------- | ---------- | ------------ | ------------ | --- | --------- | ------------------- | ----------------------------- |
|        | font d'en Nando                         | Montesquiu | font         | 20th century | 42° 06′ 47″ N, 2° 12′ 22″ E / 42.113041°N,2.2061784°E                                                          |           |                     | Modifica les dades a Wikidata |
|        | font de la Farga                        | Montesquiu | font         | 20th century | 42° 07′ 51″ N, 2° 12′ 19″ E / 42.1307238°N,2.20541°E ca:A la Farga de Bebié, davant la fàbrica nova.           |           |                     | Modifica les dades a Wikidata |
|        | font de la carretera                    | Montesquiu | font         | 20th century | 42° 06′ 32″ N, 2° 12′ 29″ E / 42.1088304°N,2.2080845°E ca:A la Carretera de Ribes, entre el número 17 i el 19. |           |                     | Modifica les dades a Wikidata |
|        | font de la plaça Mossèn Cinto Verdaguer | Montesquiu | font         | 20th century | 42° 06′ 32″ N, 2° 12′ 24″ E / 42.1088799°N,2.2067255°E ca:A l’extrem oest del nucli urbà.                      |           |                     | Modifica les dades a Wikidata |
|        | font de les Planeses                    | Montesquiu | font         |              | 42° 07′ 15″ N, 2° 12′ 21″ E / 42.1208872°N,2.2058182°E                                                         |           |                     | Modifica les dades a Wikidata |
|        | font del Roure                          | Montesquiu | font         | 20th century | 42° 06′ 31″ N, 2° 12′ 43″ E / 42.1087218°N,2.212082°E                                                          |           |                     | Modifica les dades a Wikidata |
|        | font dels Tells                         | Montesquiu | font         | 20th century | 42° 06′ 29″ N, 2° 12′ 35″ E / 42.1081209°N,2.2098314°E                                                         |           |                     | Modifica les dades a Wikidata |

## masia
| imatge | Nom                                    | Ubicat a   | instància de | Detalls                                  | coordenades | Protecció                                  | Commons (més fotos)                    | Dades a WD                    |
| ------ | -------------------------------------- | ---------- | ------------ | ---------------------------------------- | --- | ------------------------------------------ | -------------------------------------- | ----------------------------- |
|        | Can Bóta                               | Montesquiu | masia        |                                          | 42° 06′ 45″ N, 2° 12′ 25″ E / 42.1123705258154°N,2.20695061227742°E                                                                                                |                                            |                                        | Modifica les dades a Wikidata |
|        | Masoveria del castell de Montesquiu    | Montesquiu | masia        | Estil: arquitectura popular 19th century | 42° 06′ 49″ N, 2° 12′ 45″ E / 42.11366°N,2.21262°E ca:Parc del Castell de Montesquiu.                                                                              | bé integrant del patrimoni cultural català | Masoveria del castell de Montesquiu    | Modifica les dades a Wikidata |
|        | Planeses                               | Montesquiu | masia        |                                          | 42° 07′ 15″ N, 2° 12′ 32″ E / 42.120814649575°N,2.20899867824917°E ca:A la zona central del terme municipal. Al Parc del Castell de Montesquiu.                    |                                            |                                        | Modifica les dades a Wikidata |
|        | el Guitoner                            | Montesquiu | masia        |                                          | 42° 06′ 53″ N, 2° 12′ 13″ E / 42.1148327037938°N,2.20354502580604°E                                                                                                |                                            |                                        | Modifica les dades a Wikidata |
|        | la Bòbila                              | Montesquiu | masia        | 20th century                             | 42° 07′ 25″ N, 2° 12′ 19″ E / 42.1236711177274°N,2.20529743435499°E ca:A la zona nord del terme municipal. A pocs metres al nord de la fàbrica del Carbur de Dalt. |                                            |                                        | Modifica les dades a Wikidata |
|        | la Casa Nova del Castell de Montesquiu | Montesquiu | masia        | Estil: arquitectura popular              | 42° 06′ 52″ N, 2° 13′ 00″ E / 42.11441°N,2.21661°E | bé integrant del patrimoni cultural català | La Casa Nova del Castell de Montesquiu | Modifica les dades a Wikidata |
|        | la Solana                              | Montesquiu | masia        | Estil: arquitectura popular 19th century | 42° 07′ 13″ N, 2° 13′ 00″ E / 42.120404°N,2.216677°E ca:Al Parc del Castell de Montesquiu. 631 msnm                                                                | bé integrant del patrimoni cultural català |                                        | Modifica les dades a Wikidata |
|        | les Codines                            | Montesquiu | masia        | Estil: arquitectura popular 19th century | 42° 07′ 12″ N, 2° 11′ 43″ E / 42.12011°N,2.195338°E ca:A la zona de ponent del terme municipal, prop del límit amb Sora.                                           | bé integrant del patrimoni cultural català |                                        | Modifica les dades a Wikidata |

## pont
| imatge | Nom                 | Ubicat a        | instància de | Detalls                                  | coordenades | Protecció                                  | Commons (més fotos) | Dades a WD                    |
| ------ | ------------------- | --------------- | ------------ | ---------------------------------------- | --- | ------------------------------------------ | ------------------- | ----------------------------- |
|        | Palanca del Carbur  | Montesquiu      | pont         | 20th century Estat: ruïnós               | 42° 06′ 48″ N, 2° 12′ 26″ E / 42.1134168500502°N,2.20717949002647°E ca:Les restes visibles conservades es localitzen davant l'edifici de les antigues oficines de la Fàbrica del Carbur, a prop del marge del riu.                                                         |                                            |                     | Modifica les dades a Wikidata |
|        | Pont de l'Entrada   | Montesquiu      | pont         | 20th century Travessa: Ter               | 42° 07′ 54″ N, 2° 12′ 15″ E / 42.1318053858436°N,2.20421568661279°E ca:A la Farga de Bebié, sobre el riu Ter. |                                            |                     | Modifica les dades a Wikidata |
|        | Pont de les Codines | Montesquiu Sora | pont         | Estil: arquitectura popular 17th century | 42° 07′ 06″ N, 2° 11′ 43″ E / 42.1184°N,2.1952°E ca:Està situat al mateix límit del terme municipal de Montesquiu amb Sora. A la zona nord-oest del terme municipal, a la riera de Sora, sota la masia de les Codines. Dins els límits del Parc del Castell de Montesquiu. | bé integrant del patrimoni cultural català |                     | Modifica les dades a Wikidata |
|        | Pont del Ferro      | Montesquiu      | pont         |                                          | 42° 06′ 42″ N, 2° 12′ 31″ E / 42.111769082821°N,2.20854265945197°E |                                            |                     | Modifica les dades a Wikidata |

## resclosa
| imatge | Nom                                 | Ubicat a   | instància de | Detalls      | coordenades | Protecció | Commons (més fotos) | Dades a WD                    |
| ------ | ----------------------------------- | ---------- | ------------ | ------------ | --- | --------- | ------------------- | ----------------------------- |
|        | Resclosa de Can Trinxet             | Montesquiu | resclosa     | 19th century | 42° 06′ 33″ N, 2° 12′ 41″ E / 42.1092962°N,2.211526°E                                                                         |           |                     | Modifica les dades a Wikidata |
|        | resclosa i canal del Carbur de Baix | Montesquiu | resclosa     |              | 42° 07′ 17″ N, 2° 12′ 15″ E / 42.1213827°N,2.2040355°E                                                                        |           |                     | Modifica les dades a Wikidata |
|        | resclosa i canal del Carbur de Dalt | Montesquiu | resclosa     |              | 42° 07′ 32″ N, 2° 12′ 18″ E / 42.1254278°N,2.2048806°E ca:Al riu Ter, uns 870 metres aigües avall del pont de la Farga Bebié. |           |                     | Modifica les dades a Wikidata |

## Misc
| imatge | Nom                                 | Ubicat a                                  | instància de                           | Detalls                                                 | coordenades | Protecció                                            | Commons (més fotos)                 | Dades a WD                    |
| ------ | ----------------------------------- | ----------------------------------------- | -------------------------------------- | ------------------------------------------------------- | --- | ---------------------------------------------------- | ----------------------------------- | ----------------------------- |
|        | Casa de la Vila de Montesquiu       | Montesquiu                                | casa consistorial                      |                                                         | 42° 06′ 35″ N, 2° 12′ 35″ E / 42.109861°N,2.209652°E ca:Plaça de Juncadella 571 msnm                                                   | bé integrant del patrimoni cultural català           | Ajuntament de Montesquiu            | Modifica les dades a Wikidata |
|        | Castell de Montesquiu               | Montesquiu                                | castell                                |                                                         | 42° 06′ 48″ N, 2° 12′ 43″ E / 42.1133°N,2.21194°E ca:Parc del Castell de Montesquiu 650 msnm                                           | bé d'interès cultural bé cultural d'interès nacional | Montesquiu's Castle                 | Modifica les dades a Wikidata |
|        | Espai la Pèrgola                    | Montesquiu                                | jardí públic                           | 20th century                                            | 42° 06′ 41″ N, 2° 12′ 30″ E / 42.1113624°N,2.2081947°E ca:Al carrer de la Plaçola, a la zona de la Pèrgola.                            |                                                      |                                     | Modifica les dades a Wikidata |
|        | Estació de la Farga de Bebié        | Montesquiu                                | estació de ferrocarril                 |                                                         | 42° 07′ 50″ N, 2° 12′ 15″ E / 42.13063888888889°N,2.2041666666666666°E                                                                 |                                                      | La Farga de Bebié train station     | Modifica les dades a Wikidata |
|        | Forat dels Encantats                | Montesquiu                                | cova                                   |                                                         | 42° 06′ 51″ N, 2° 12′ 31″ E / 42.1140845305234°N,2.20865900542303°E                                                                    |                                                      |                                     | Modifica les dades a Wikidata |
|        | Horts de la vila                    | Montesquiu                                | hort                                   |                                                         | 42° 06′ 44″ N, 2° 12′ 34″ E / 42.1121401°N,2.2094923°E                                                                                 |                                                      |                                     | Modifica les dades a Wikidata |
|        | Parc del Castell de Montesquiu      | Montesquiu                                | espai d'interès natural àrea protegida | 20th century Superfície: 547ha                          | 42° 06′ 48″ N, 2° 12′ 43″ E / 42.113197°N,2.211908°E ca:Ocupa gran part del terme municipal del Montesquiu.                            |                                                      | Parc de Montesquiu                  | Modifica les dades a Wikidata |
|        | Ter                                 | Ripollès Osona Selva Gironès Baix Empordà | curs d'aigua riu principal             | Desemboca: mar Mediterrània Llarg: 208km Conca: 3010km² | 42° 25′ 40″ N, 2° 15′ 24″ E / 42.427778°N,2.256667°E 42° 01′ 24″ N, 3° 11′ 31″ E / 42.02347°N,3.19187°E                                |                                                      | Ter River                           | Modifica les dades a Wikidata |
|        | Túnel de les Planeses               | Montesquiu                                | túnel                                  |                                                         | 42° 07′ 02″ N, 2° 12′ 12″ E / 42.1172546259183°N,2.20343002064829°E                                                                    |                                                      |                                     | Modifica les dades a Wikidata |
|        | capella del Cementiri de Montesquiu | Montesquiu                                | capella                                | Estil: Neoromànic 19th century                          | 42° 06′ 36″ N, 2° 12′ 20″ E / 42.109975°N,2.20543°E ca:Passeig de Sora, s/n                                                            | bé integrant del patrimoni cultural català           | Capella del Cementiri de Montesquiu | Modifica les dades a Wikidata |
|        | cementiri de Montesquiu             | Montesquiu                                | cementiri                              | 19th century                                            | 42° 06′ 36″ N, 2° 12′ 20″ E / 42.1099974°N,2.2054327°E ca:Al final del Passeig de Sora.                                                |                                                      |                                     | Modifica les dades a Wikidata |
|        | la Farga de Bebié                   | les Llosses Montesquiu                    | colònia industrial                     |                                                         | 42° 07′ 51″ N, 2° 12′ 20″ E / 42.1308111111°N,2.20563333333°E 606 msnm                                                                 |                                                      | La Farga de Bebié                   | Modifica les dades a Wikidata |
|        | monòlit a Mossèn Jacint Verdaguer   | Montesquiu                                | monument mobiliari urbà                | 1982 Dedicat a: Jacint Verdaguer i Santaló              | 42° 06′ 32″ N, 2° 12′ 25″ E / 42.1089467°N,2.2069829°E ca:Plaça Mossèn Jacint Verdaguer.                                               |                                                      |                                     | Modifica les dades a Wikidata |
|        | màquina trituradora de pedres       | Montesquiu                                | mobiliari urbà                         |                                                         | 42° 07′ 52″ N, 2° 12′ 18″ E / 42.1312174°N,2.2049567°E ca:A la Farga de Bebié, al costat de la pista que hi ha davant la Fàbrica Nova. |                                                      |                                     | Modifica les dades a Wikidata |
|        | passeig del riu Ter                 | Montesquiu                                | passeig                                | 20th century                                            | 42° 06′ 35″ N, 2° 12′ 38″ E / 42.1098414°N,2.2106357°E ca:Al nucli urbà, paral•lel al riu.                                             |                                                      |                                     | Modifica les dades a Wikidata |
|        | serrat de la Rovira                 | Montesquiu                                | serra                                  |                                                         | 42° 07′ 31″ N, 2° 13′ 09″ E / 42.1252°N,2.21924°E 833.9 msnm                                                                           |                                                      |                                     | Modifica les dades a Wikidata |